# WoNdeR WomaN
「WoNdeR WomaN」（ワンダー・ウーマン）は、MiChiが「MiChi×the telephones」名義でリリースした6枚目のシングル。

## 解説
- タイトル曲は、the telephonesとのコラボ曲で、the telephonesのヴォーカル・石毛輝が楽曲を手掛けたダンスロック曲[1]。
- 初回限定盤はビデオクリップを収録したDVD付き。
- リリース後の6月25日には、代官山UNITでthe telephonesとのツーマンライブが開催された。

## 収録曲

### CD
（全作詞：MiChi）
1. WoNdeR WomaN
  - 作曲：石毛輝／編曲：the telephones
  - 日本テレビ系ドラマ『ゴシップガール』エンディングテーマ
2. Strong MAN
  - 作曲：Tomokazu Matsuzawa／編曲：T.O.M MadNesS
3. WoNdeR WomaN（T.O.M remix）
4. WoNdeR WomaN（Instrumental）
5. Strong MAN（Instrumental）

### DVD
1. WoNdeR WomaN Music Video